# 朴彦昌
朴彦昌（韓語：박언창；？—929年），新羅第54代王景明王的第五子，君号为沙伐大君。
919年，因后百济入侵，沙伐州与国都金城失去联系，朴彦昌遂在沙伐州自稱沙伐王，其政权史称“后沙伐”。929年，敗死。

## 參见
- 沙伐國